# تيانا كريفاتشفيتش
تيانا كريفاتشفيتش (بالمجرية: Krivacsevics Tijána)‏ مواليد 8 أبريل 1990 في نوفي ساد، صربيا والجبل الأسود، هي لاعبة كرة سلة مجرية سابقة. بدأت مسيرتها الاحترافية في سنة 2005. تم اختيارها من قبل فريق سياتل ستورم خلال الدرافت. لعبت مع أوردو سبور في الدوري التركي لكرة السلة للسيدات كلاعب وسط. وحملت الرقم 24. يبلغ طولها 6 قدم 4 بوصة (1.9 م).

## روابط خارجية
- تيانا كريفاتشفيتش على موقع الاتحاد الدولي لكرة السلة (الإنجليزية)
- تيانا كريفاتشفيتش على موقع كرة السلة الأوروبية.كوم (الإنجليزية)
- تيانا كريفاتشفيتش على موقع بروبوليرز (الإنجليزية)
- تيانا كريفاتشفيتش على موقع سبورتس رفرنس (الإنجليزية)